# Diócesis de Jefferson City
La diócesis de Jefferson City (en latín: Dioecesis Civitatis Jeffersoniensis y en inglés: Roman Catholic Diocese of Jefferson City) es una circunscripción eclesiástica de la Iglesia católica en Estados Unidos. Se trata de una diócesis latina, sufragánea de la arquidiócesis de San Luis. Desde el 21 de noviembre de 2017 su obispo es William Shawn McKnight.

## Territorio y organización
La diócesis tiene 57 287 km² y extiende su jurisdicción sobre los fieles católicos de rito latino residentes en 38 condados del estado de Misuri: Adair, Audrain, Benton, Boone, Callaway, Camden, Chariton, Clark, Cole, Cooper, Crawford, Gasconade, Hickory, Howard, Knox, Lewis, Linn, Macon, Maries, Marion, Miller, Moniteau, Monroe, Montgomery, Morgan, Osage, Pettis, Phelps, Pike, Pulaski, Putnam, Ralls, Randolph, Saline, Schuyler, Scotland, Shelby y Sullivan.
La sede de la diócesis se encuentra en la ciudad de Jefferson City, en donde se halla la Catedral de San José.
En 2021 en la diócesis existían 94 parroquias.

## Historia
La diócesis fue erigida el 2 de julio de 1956 con la bula Ex quo die del papa Pío XII, obteniendo el territorio de la arquidiócesis de San Luis y de las diócesis de Kansas City y Saint Joseph (hoy unidas como diócesis de Kansas City-Saint Joseph).

## Estadísticas
Según el Anuario Pontificio 2022 la diócesis tenía a fines de 2021 un total de 76 287 fieles bautizados.
| Año                                                                             | Población            | Población | Población      | Sacerdotes | Sacerdotes    | Sacerdotes    | Bautizados por sacerdote | Diáconos permanentes | Religiosos | Religiosos | Parroquias |
| Año                                                                             | Bautizados católicos | Total     | % de católicos | Total      | Clero secular | Clero regular | Bautizados por sacerdote | Diáconos permanentes | Varones    | Mujeres    | Parroquias |
| ------------------------------------------------------------------------------- | -------------------- | --------- | -------------- | ---------- | ------------- | ------------- | ------------------------ | -------------------- | ---------- | ---------- | ---------- |
| 1966                                                                            | 62 580               | 595 000   | 10.5           | 185        | 152           | 33            | 338                      |                      | 15         | 310        | 95         |
| 1968                                                                            | 62 500               | ?         | ?              | 181        | 154           | 27            | 345                      |                      | 40         | 290        | 93         |
| 1976                                                                            | 73 636               | 670 706   | 11.0           | 128        | 112           | 16            | 575                      |                      | 30         | 177        | 92         |
| 1980                                                                            | 79 905               | 697 000   | 11.5           | 122        | 108           | 14            | 654                      | 33                   | 29         | 157        | 94         |
| 1990                                                                            | 89 253               | 750 700   | 11.9           | 132        | 108           | 24            | 676                      | 53                   | 34         | 107        | 96         |
| 1999                                                                            | 89 730               | 799 266   | 11.2           | 122        | 114           | 8             | 735                      | 56                   | 8          | 92         | 95         |
| 2000                                                                            | 89 730               | 803 812   | 11.2           | 111        | 104           | 7             | 808                      | 63                   | 15         | 95         | 95         |
| 2001                                                                            | 85 324               | 807 921   | 10.6           | 112        | 103           | 9             | 761                      | 53                   | 14         | 92         | 95         |
| 2002                                                                            | 86 826               | 841 455   | 10.3           | 106        | 98            | 8             | 819                      | 56                   | 13         | 89         | 95         |
| 2003                                                                            | 86 336               | 843 840   | 10.2           | 101        | 94            | 7             | 854                      | 52                   | 9          | 84         | 94         |
| 2004                                                                            | 86 483               | 851 131   | 10.2           | 93         | 87            | 6             | 929                      | 57                   | 8          | 86         | 95         |
| 2006                                                                            | 88 085               | 860 701   | 10.2           | 87         | 80            | 7             | 1012                     | 58                   | 9          | 73         | 95         |
| 2010                                                                            | 91 700               | 878 672   | 10.4           | 97         | 85            | 12            | 945                      | 47                   | 13         | 60         | 95         |
| 2013                                                                            | 93 800               | 900 000   | 10.4           | 110        | 102           | 8             | 852                      | 68                   | 10         | 44         | 95         |
| 2016                                                                            | 78 388               | 919 083   | 8.5            | 100        | 94            | 6             | 783                      | 85                   | 7          | 36         | 95         |
| 2019                                                                            | 76 755               | 922 351   | 8.3            | 89         | 85            | 4             | 862                      | 74                   | 5          | 31         | 95         |
| 2021                                                                            | 76 287               | 924 636   | 8.3            | 88         | 88            |               | 866                      | 100                  | 1          | 28         | 94         |
| Fuente: Catholic-Hierarchy, que a su vez toma los datos del Anuario Pontificio. |                      |           |                |            |               |               |                          |                      |            |            |            |

## Episcopologio
- Joseph Mary Marling, C.PP.S. † (24 de agosto de 1956-2 de julio de 1969 renunció[nota 1])
- Michael Francis McAuliffe † (2 de julio de 1969-25 de junio de 1997 retirado)
- John Raymond Gaydos (25 de junio de 1997-21 de noviembre de 2017 renunció)
- William Shawn McKnight, desde el 21 de noviembre de 2017